# Alayta
Alayta är en vulkan i Etiopien.   Den ligger i regionen Afar, i den norra delen av landet, 500 km norr om huvudstaden Addis Abeba. Toppen på Alayta är 1 501 meter över havet.

## Terräng och klimat
Terrängen runt Alayta är huvudsakligen kuperad. Alayta är den högsta punkten i trakten. Runt Alayta är det ganska glesbefolkat, med 35 invånare per kvadratkilometer. Det finns inga samhällen i närheten. Trakten runt Alayta består i huvudsak av gräsmarker.